# Bothrops ayerbei
Bothrops ayerbei là một loài rắn trong họ Rắn lục. Loài này được Folleco-Fernandez mô tả khoa học đầu tiên năm 2010.